# قصه سنجان

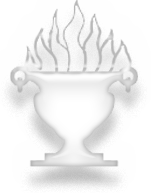
آتشدان زرتستی

قصه سنجان (به گجراتی: કિસે સનજાન) منظومه ایست به پارسی که داستان مهاجرت دشوار و غم‌انگیز گروهی از زرتشتیان ایران به هندوستان پس از فتح ایران توسط تازیان مسلمان است. این روایت حماسی به عنوان تنها روایت موجود از مهاجرت پارسیان به هند بی‌مانند است و عموماً نزد پارسیان هند به عنوان سند موثقی از تاریخ پیشینانشان پذیرفته شده است.

## کتاب قصه سنجان
قصه سنجان سفر مهاجران زرتشتی از خراسان بزرگ به گجرات در غرب هندوستان را روایت می‌کند. فصل اول منظومه که طولانی‌ترین بخش آن است با هجوم تازیان و سقوط ساسانیان آغاز می‌شود و با بنای آتشکده زرتشتیان مهاجر در گجرات و پایندگی نسل آنان در آن سرزمین پایان می‌یابد. در فصل بعد قصه به پیروزی نخستین زرتشتیان مهاجر در پس راندن متجاوزان مسلمان و سپس شکست زرتشتیان در نبرد دوم با مسلمین و عاقبت فرار آنان از اقامت‌گاه نخستین‌شان (سنجان) می‌پردازد. این قسمت با افروختن آتش بهرام در نوساری پایان می‌یابد.
مؤلف قصه سنجان، بهمن کی‌قباد از پارسیان هند است و تاریخ نگارش این منظومه سال ۹۶۹ یزدگردی (مطابق گاهشمار زرتشتی نو) معادل ۱۵۹۹ میلادی است یعنی چندین قرن پس از روزگار رخدادهایی که نقل می‌کند.
قصهٔ سنجان نخست در سال ۱۷۷۱ با برگردان فرانسوی آبراهام انکتیل دوپرون به اروپاییان شناسانده شد اما تا ابتدای قرن بیستم چندان مورد توجه نشد.
در بخش‌هایی از قصه سنجان از زبان بهمن کیقباد این‌گونه آمده است:
| مقام و جای و باغ و کاخ و ایوان |  | همه بگذاشتند از بهر دینشان   |
| فرو شد زکوه و به دریا شتافت    |  | به هرمز روان گشت و آرام یافت |
| به دریا بسی کشتی انداخته       |  | برآن بادبان‌ها برافراخته      |
| چو کشتی سوی هند آمد یکایک      |  | به دیب افتاد لنگروار بی‌شک    |
| ز یمن آتش بهرام فیروز          |  | از آن سختی به هم گشتند بهروز |
| مر او را نام سنجان کرد دستور   |  | به سان ملک ایران گشت معمور   |

## مهاجرت
پس از حمله اعراب مسلمان به ایران و درهم شکسته شدن امپراتوری ساسانی، بسیاری از زرتشتیان به جزیره هرمز و از آنجا نیز به گجرات در هند مهاجرت کردند. آن‌ها بدین وسیله آتش مقدس خود موسوم به آتش بهرام را به شهر نوساری (ساری جدید) در گجرات منتقل کردند. با توجه به منابع تاریخی و امروزی دو دسته از ایرانیان زرتشتی به گجرات کوچ کردند . یک دسته از زرتشتیان ایرانی از شهر ساری در شمال ایران به گجرات کوچ کردند و نام نخستین آن شهر ناگ مندال بود و چون منطقه را از لحاظ آب و هوایی شبیه به شهر خودشان (ساری)یافتند آن را نوساری به معنای ساری جدید نامگذاری کردند. مانند نوروز که نو پیشوند برای روز می‌باشد.
در قصه سنجان آمده که زرتشتیان ابتدا از منطقه‌ای به نام سنگان (سنجان) کوچ شان را شروع کردند و بعدها از جزیره هرمز، سفر مخاطره‌آمیز، پرماجرا و عذاب‌آوری را به گجرات هند آغاز کردند. دسته دیگری از زرتشتیان از شهر ساری در استان مازندران امروزی به گجرات کوچ کردند و در شهر نوساری (ساری جدید = navsari) مسکن گزیدند. کوچ این دو دسته یاد شده به تدریج به سوی جنوب شرقی ایران کوچ کرده و سرانجام به جزیره هرمز پناه گرفتند.

اما تازیان پس از اندک زمانی به این جزیره نیز دست یافتند. زرتشتیان به ناچار به کشتی نشسته و راه هندوستان پیش گرفتند. پس از بلاها و سختی‌هایی چند که از آن جمله گرفتاری شدید توفانی سهمگین بود به سلامت به هند رسیدند.
سرزمینی را که در ان سکونت و جای گزیدند به یاد سرزمین از دست رفته میهن شان سنجان نامیده و آن را آباد ساختند.
حمدالله مستوفی در کتاب خود به نام نزهة القلوب، سنجان یا سنگان را از قصبات و توابع خواف معرفی می‌کند.
کار ایرانیان در سنجان بواسطه آلات و ابزاری که از خراسان با خود آورده بودند بالا گرفت. و بخوشی و آسایش چندسال در آنجا بودند. پارسیان پس از سیصدسال اقامت در سنجان، به شهرهای دیگر گجرات پراکنده شدند و در کوه کنهری Kanheri که در نزدیک بمبئی واقع شده است، پنج کتیبه پهلوی از خود به یادگار گداشته‌اند. امروزه در شهرهای مهم هند پارسیان دارای مشاغل مهم علمی، صنعتی و تجاری هستند. از آغاز این مهاجرت این گروه وفادار که به نام «پارسیان» شناخته می‌شوند آداب کهن ملی خودرا زنده نگه داشتند
در جایی دیگر هنگامی که از توس می‌نویسد اشاره می‌کند که از مشهد تا زاوه (زاویه) سنجان پانزده کیلومتر است.

اشارات و مدارک کافی موجود است که قصه سنجان روایتی است راستین از داستانی از داستان‌های مهاجرت زرتشتیان ایران به شبه قاره هند. آثار و شهرها و تاریخ‌ها و رویدادهای این قصه همه منطبق است با واقع و حقیقت. خاورشناسان چه بسیار با دقت و کنجکاوی این قصه کوچک را به محک کشیده و عیار گرفته‌اند. از سویی دیگر هیچ پدیدهای که دلالت بر ناراستی و ایجاد شبهه و گمان نماید در داستان وجود ندارد – بلکه روایتی مورد وثوق و مکتوب نیز از سده سوم هجری باقی‌مانده که اشارتی به این سانحه تاریخی می‌کند.

احمد بن یحیی البلاذری که در سال ۲۷۹ هجری در گذشته در کتاب خود موسوم به فتوح البلدان هنگام گفتگو از سقوط کرمان شرحی نگاشته که به موجب آن عده ایی از پارسیان با جنگ و گریز تا جزیره هرمز خود را رسانیده و از آنجا به کشتی نشسته و راه دریا پیش گرفتند.

هنگامی که کرمان در محاصره تازیان بود روزی یکی از سرداران عرب به نام عثمان بن ابی العاصی که با عده ایی همراه بود مرزبان کرمان را در جزیره در کاوان دیده و به قتلش می‌رساند. چون این واقعه در کرمان به زبانها می‌افتد بیم درد دل مردمان پیدا می‌شود.

در همان زمان برای تازیان این وهم پدید آمده بود که یزگرد در کرمان است. به همین جهت ابن عامر از سرداران تازی که قصد فارس داشت مردی را به نام مجاشع بن مسعود سدمی به جستجوی یزگرد روانه کرمان می‌کند.

مجاشع در بیمند با گروهی از پارسیان درگیر شده و سپاهش یکسر نابود گشت آنگاه هنگامی که ابن عامر از فارس به سوی خراسان می‌رفت مجاشع را به فتح کرمان گماشت. وی شیرجان را که تخت گاه کرمان گشود. اما میانشان شکست پدید آمد و شهر موقتاً و به صورت ظاهر فتح شد.

سواران پارسی که از شمال شرقی هم چنان کوچ کرده تا به جنوب رسیده بودند دگر باره بر تازیان شوریده و شهر را پس گرفتند. این اخبار به ابو موسی اشعری از سرداران تازی رسید. وی ربیع بن زیاد را به فتح شیرجان و اطراف گسیل کرده و سپاهی زبده در اختیارش نهاد.

مجاشع نیز که در کار این حدود و اردو آگاه بود با ربیع بن زیاد همکاری کرد. دو سپاه بهم آمده و عظیم شدند شهرهایی را گشودند اما زبده سواران پارسی در هنگام‌های مناسب شهرها را آزاد می‌کردند سرانجام سواران پارسی را تعقیب کردند مجاشع در دل کینه ایی ژرف داشت به وی آگاهی دادند که سواران کوچ‌کننده پارسی که تشکیل کاروانی را می‌دادند در قفص نزدیک هرمز هستند .
جزیره هرمز از دیر زمان مغستان خوانده می‌شد و این بدان سبب است که پناهگاه یا گریز گاهی برای زرتشتیان به‌شمار می‌رفته و چنین وجه تسمیه‌ای برای جزیره هرمز دور از واقع نیست .

مجاشع با سپاه خود به مقابله و نبرد پارسیان پرداخت و این بار پارسیان شکست یافته و منهزم و پراکنده گشتند. گروهی تا آنجا که به کشتی نشسته و راه دریا پیش گرفتند .

این گفتار بلاذری بود در کتاب فتوح البلدان این حوادث در سالهایی متجاوز از نیمه نخست سده یکم هجری ثبت شده است. شاید هم بایستی در حدود نیمه سده اول چنین رویدادی را تلقی کرد.

برخی از خاورشناسان بر آنند که مهاجرت، چندبار به شکل گروهی از جزیره هرمز انجام گرفته است. شاید به گونه دقیق‌تری بتوان گفت که مهاجرت نخستین که مورد نظر است به قول جکسون در سال ۷۱۶ میلادی یعنی شصت و پنج سال پس از مرگ یزگرد سوم انجام شده باشد.

## فهرست منابع
- معین، محمد (۱۳۹۴). مزدیسنا و ادب پارسی. انتشارات دانشگاه تهران. شابک ۶-۹۳۸۲-۰۳-۶۹۴-۹۷۸ مقدار |شابک= را بررسی کنید: invalid prefix (کمک).